# Fondali tra le foci del Torrente Arrone e del Fiume Marta
Fondali tra le foci del Torrente Arrone e del Fiume Marta este o arie protejată (arie specială de conservare — SAC, sit de importanță comunitară — SCI) din Italia întinsă pe o suprafață de 2.638 ha, integral marine.

## Localizare
Centrul sitului Fondali tra le foci del Torrente Arrone e del Fiume Marta este situat la coordonatele 42°15′16″N 11°38′54″E / 42.254444°N 11.648333°E.

## Înființare
Situl Fondali tra le foci del Torrente Arrone e del Fiume Marta a fost declarat sit de importanță comunitară în iunie 1995 pentru a proteja un număr necunoscut de specii din flora spontană și fauna sălbatică aflate în arealul zonei. Situl a fost protejat și ca arie specială de conservare în august 2017.

## Biodiversitate
Situată în ecoregiunea mediteraneană, aria protejată conține 3 habitate naturale: Straturi cu Posidonia (Posidonion oceanicae), Bancuri de nisip acoperite în permanență slab de apă marină, Recifuri.
La baza desemnării sitului se află un număr nedeclarat de specii protejate.
Pe lângă speciile protejate, pe teritoriul sitului au mai fost identificate 1 specie de plante, 1 specie de nevertebrate.